# Kmen (mluvnice)
Kmenem se v lingvistice označuje ta část slova, která se v různých tvarech téhož slova (u flektivních slovních druhů)  nemění. 
Mnohdy bývá totožná s kořenem (morfémem nesoucím základní významovou (lexikální) část slova.
Kmen sestává z kořene, případně též jedné nebo více předpon (prefixů) či přípon (sufixů).
Při ohýbání slov (skloňování a časování) však v některých jazycích může dojít i ke změně tvaru kmene. V češtině se tak chovají např. slova podle vzoru kuře, v němž má kmenotvorná přípona tři podoby (celý kmen, k němuž se teprve připojuje koncovka, zvýrazněn tučně): nulovou (kůzl-∅-e), -et- (kůzl-et-e) a -at- (kůzl-at-a).
Nalezení kmene nebo kořene slova se nazývá stematizace.